# Чегон (река)
Чегон (иногда Чаган, в верховье — Нагибина) — река в России, протекает по Солонешенскому району Алтайского края. Устье реки находится в 6 км по левому берегу реки Карама. Длина реки составляет 20 км. На берегах — небольшое село Чегон Степного сельсовета Солонешенского района Алтайского края.

## Данные водного реестра
По данным государственного водного реестра России относится к Верхнеобскому бассейновому округу, водохозяйственный участок реки — Обь от слияния рек Бия и Катунь до города Барнаул, без реки Алей, речной подбассейн реки — бассейны притоков (Верхней) Оби до впадения Томи. Речной бассейн реки — (Верхняя) Обь до впадения Иртыша.